# جهاد اسلامی فلسطین
جنبش جهاد اسلامی فلسطین (به عربی: حرکة الجهاد الإسلامی فی فلسطین) سازمان سیاسی و نظامی فلسطینی است که بر اساس اندیشه سید روح‌الله خمینی تشکیل شد. هدف این سازمان از میان بردن اسرائیل از طریق مبارزه مسلحانه و برپایی کشوری به نام فلسطین با حکومت اسلامی است. این سازمان در فهرست گروه‌های تروریستی اتحادیه اروپا، بریتانیا، ژاپن، آمریکا، کانادا و چندین کشور و نهاد بین‌المللی دیگر قرار دارد.
جهاد اسلامی یکی از مشهورترین گروه‌های نظامی فلسطینی است و نام آن در درگیری‌های نظامی اسرائیل و فلسطین بسیار شنیده می‌شود. با این حال یک سازمان نسبتاً کوچک و حاشیه‌ای محسوب می‌شود.
جهاد اسلامی در طول حیات خود حاضر به مصالحه با اسرائیل نشده به همین علت غربی‌ها آن را یکی از تندروترین گروه‌های فلسطینی محسوب می‌کنند. این سازمان دولت خودگردان فلسطین را نیز به رسمیت نمی‌شناسد و خواهان انحلال آن است.
زیاد نخاله دبیرکل کنونی این جنبش است که پس از رمضان عبدالله شلح برای تصدی این جایگاه انتخاب شد.

## تاریخچه
جهاد اسلامی فلسطین در اواخر دهه ۱۹۸۰ توسط سه دانشجوی فلسطینی در مصر؛ فتحی شقاقی و عبدالعزیز عوده و بشیر موسی به عنوان بخشی از جهاد اسلامی مصر تشکیل شد. آن‌ها با وجود اینکه سنی بودند، اما از انقلاب اسلامی ایران که به برپایی یک حکومت دینی منجر شده بود، تأثیر زیادی گرفته بودند. فعالیت‌های جهاد اسلامی فلسطین پس از مدتی به‌طور مستقل از جهاد اسلامی مصر پیگیری می‌شد و جهاد اسلامی مصر در ژوئن ۲۰۰۰ در اتحاد با القاعده سازمانی به نام قاعده الجهاد را شکل داد.
هدف این سازمان ایجاد یک کشور مستقل اسلامی فلسطین در مرزهای جغرافیایی قبل از ۱۹۴۸ فلسطین اجباری بود. این سازمان با رد کامل فرایند سیاسی، اقرار می‌کند که اهداف آن تنها از طریق ابزار نظامی قابل دستیابی است. PIJ عملیات مسلحانه خود را علیه اسرائیل در سال ۱۹۸۴ آغاز کرد. در سال ۱۹۸۸، رهبران آن توسط اسرائیل به لبنان تبعید شدند. در سال ۱۹۹۰، مقر PIJ به پایتخت سوریه، دمشق، جایی که همچنان مستقر است، نقل مکان کرد.

## فعالیت‌های نظامی
جهاد اسلامی مبارزه مسلحانه را یک استراتژی سیاسی برای نابودی کامل کشور اسرائیل، برپایی حکومت اسلامی در فلسطین و اجرای قوانین اسلامی در جامعه می‌داند. جهاد اسلامی فلسطین متعهد می‌شود که تا زمانی که اسرائیل به اشغال خود ادامه دهد و عملیات نظامی علیه فلسطینیان انجام دهد، مقاومت مسلحانه ادامه خواهد داشت.
عملیات‌های جهاد اسلامی مشابه جنگ‌های چریکی است و خود را به اهداف نظامی و منطقه خاصی محدود نمی‌کند. ساختار تشکیلاتی این سازمان نیز با استفاده از گروه‌های کوچک ضربتی و استفاده از هسته‌های کوچک مستقل ۴ یا ۵ نفره به جای شکل هرمی سنتی به ساختار ویژه جنگ چریکی شباهت دارد.
شاخه نظامی این سازمان گردان‌های قدس نامیده می‌شود. شاخه مسلح PIJ، گردان‌های القدس (همچنین به عنوان "سرایا") است که در سال ۱۹۸۱ تشکیل شد و در کرانه باختری و نوار غزه فعال است. آنان مسئول حملات بسیاری علیه اسرائیل از جمله بمب‌گذاری‌های انتحاری و شلیک راکت‌های قدس به شهرهای اسرائیلی هستند که کشته‌های زیادی برجای گذاشته و عامل اصلی حمله اسرائیل به غزه در دسامبر ۲۰۰۸ بوده است. چرا که این موشک‌ها عمدتاً از نوار غزه که پس از نبرد غزه در ژوئن ۲۰۰۷ تحت کنترل کامل حماس است، پرتاب می‌شدند.

## درگیری‌ها با ارتش اسرائیل

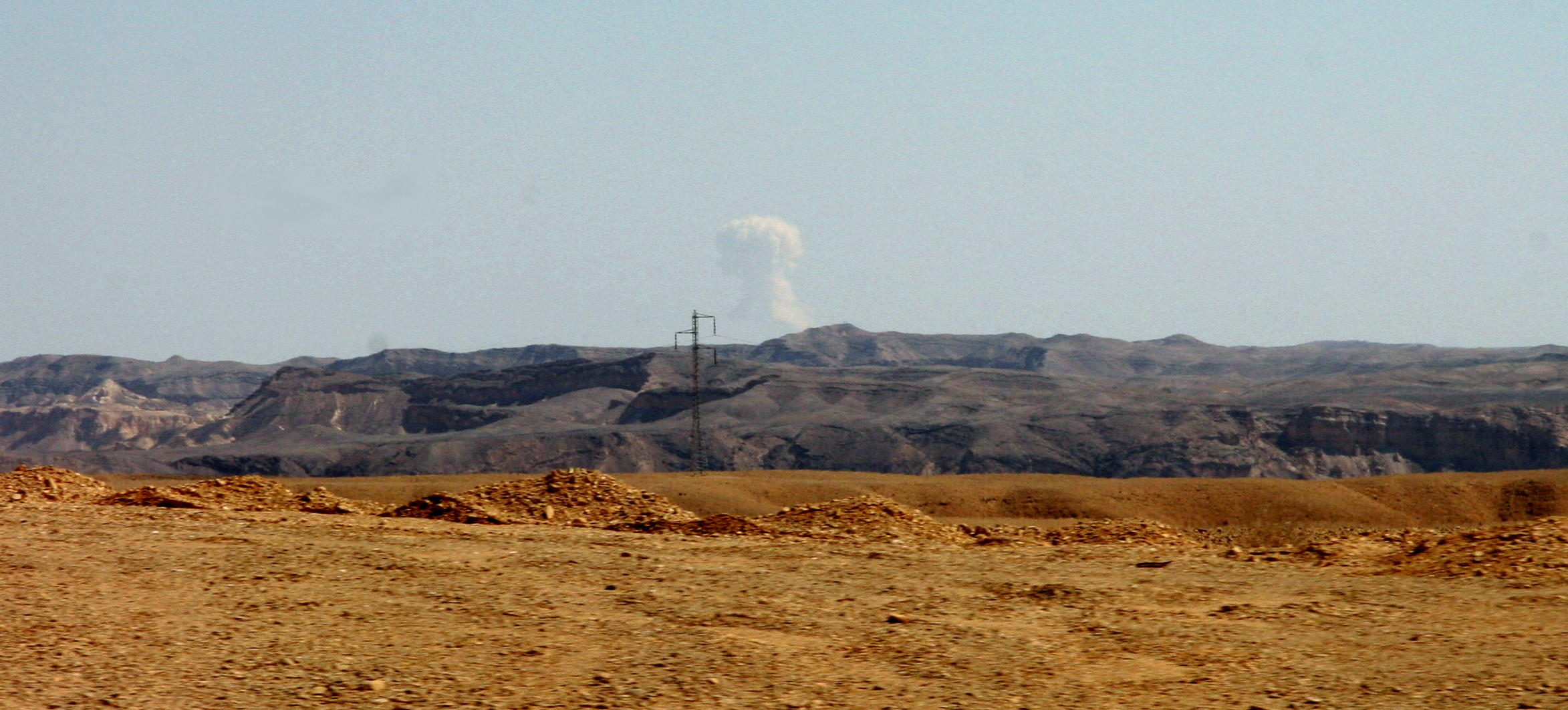
دود برخاسته از انفجار یک راکت از سوی جهاد اسلامی، ۲۰۰۸

از مهم‌ترین عملیات‌های جهاد اسلامی پس از آغاز انتفاضه‌الاقصی:
1. حمله به یک اتوبوس اسرائیلی در ژوئن ۲۰۰۲ که به کشته شدن ۱۷ نفر انجامید.
2. حمله غافلگیرانه به شهرک‌نشینان و نظامیان اسرائیلی در هبرون در نوامبر ۲۰۰۲ که ۱۴ نفر را کشت.
3. قتل یک نوجوان ۱۳ ساله و زخمی‌کردن یک کودک ۷ ساله اسرائیلی در آبادی یهودی‌نشین بت عین، به وسیلهٔ تبر در تاریخ ۲ آوریل ۲۰۰۹ میلادی.[۱۵][۱۶][۱۷]
4. در مارس ۲۰۱۲ جهاد اسلامی حملات راکتی وسیعی را به سوی جنوب اسرائیل سازمان داد و طی چند روز بیش از ۱۲۰ راکت به سوی اسرائیل شلیک کرد که البته فقط یک زخمی به جا گذاشت.[۱۸]
5. در مارس ۲۰۱۹ ارتش اسرائیل اعلام کرد که دو فروند راکت شلیک شده از نوار غزه شامگاه … کردند که سازمان جهاد اسلامی فلسطین عامل این حملات راکتی بوده است.[۱۹]
6. ▪️درحمله موشکی اسراییل به غزه، بهاء ابوالعطا، فرمانده‌نظامی گروه‌فلسطینی جهاداسلامی و در حمله هوایی اسراییل به‌جایی نزدیک سفارت لبنان در دمشق، اکرم عجوری، از اعضای ارشد این گروه جان باخته‌اند همچنین برخی از خبرگزاری‌ها نیز نوشته‌اند «در حمله اسراییل به نزدیکی سفارت لبنان در دمشق، هدف کشتن فرمانده گردان‌های قدس جهاداسلامی، اکرم العجوری، بوده، اما در این حمله به‌جای اکرم عجوری، فرزندش، معاذ، کشته شده است.[۲۰]

در ۲۴ ژوئن ۲۰۱۳، شش موشک به اسرائیل شلیک شد. رسانه‌های خبری اصلی گزارش دادند که جهاد اسلامی پشت این حملات بود.
در مارس ۲۰۱۴ بیش از ۱۰۰ موشک توسط PIJ و دیگر گروه‌های اسلام‌گرا به سمت جنوب اسرائیل پرتاب شد. در ۱۴ مارس شله اعلام کرد که این حمله با حماس هماهنگ شده است. در حملات ۷ اکتبر به رهبری حماس به اسرائیل، که آغازگر جنگ مداوم اسرائیل و حماس بود، شرکت کرد و در نبردهای بعدی در داخل نوار غزه در کنار حماس و دیگر گروه‌های فلسطینی متحد جنگیده است.

## عقاید و خط مشی

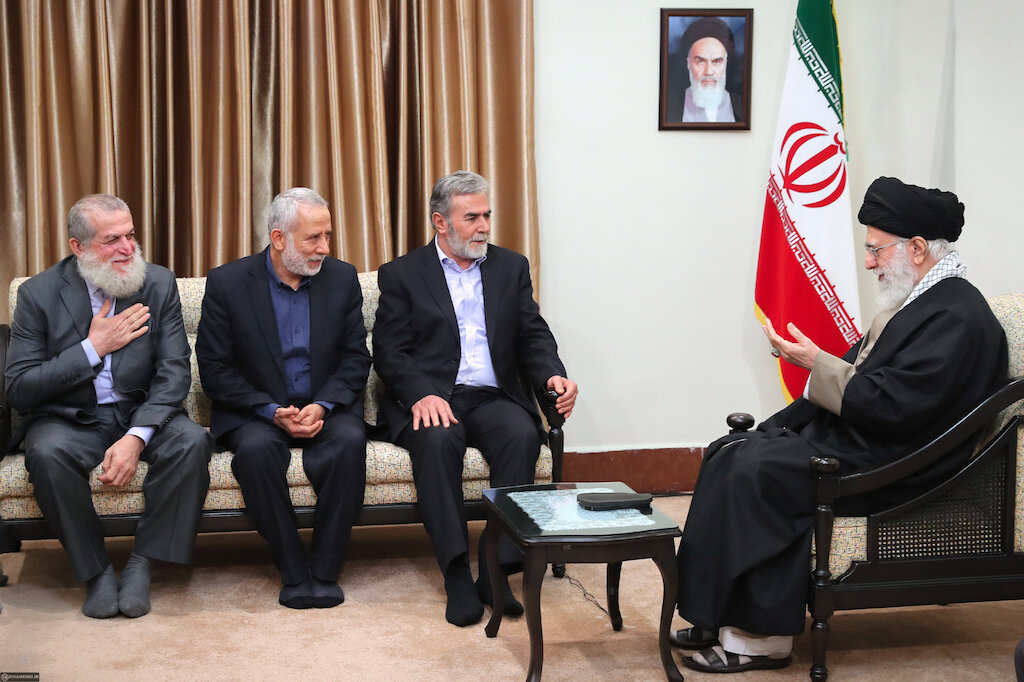
زیاد نخاله (دبیرکل جهاد اسلامی فلسطین) و هیئت همراه در ۱۰ دی ۱۳۹۷ با سید علی خامنه‌ای رهبر ایران دیدار کردند.

در میان گروه‌های فلسطینی جهاد اسلامی بیشترین نزدیکی را با حماس دارد. هر دو آن‌ها اسلام‌گرا هستند، هر دو آن‌ها موجودیت اسرائیل را به رسمیت نشناخته و با هدف نابودی آن می‌جنگند. عملیات‌های نظامی مشترکی را علیه اسرائیل به انجام رسانده‌اند. هر دو در جریان جنبش اخوان‌المسلمین در مصر شکل گرفتند و هر دو مورد حمایت گسترده مالی و سیاسی ایران قرار دارند. اما آن‌ها برخلاف حماس تاکنون در هیچ انتخاباتی در دولت خودگردان فلسطین شرکت نکرده‌اند؛ و فعالیت‌های سیاسی و اجتماعی چندانی ندارند.
جهاد اسلامی مخالف سرسخت موافقتنامه‌های اسلو است و برای ناکام کردن مذاکرات صلح در دو عملیات انتحاری در ژانویه و مارس ۱۹۹۵ در نتانیا و تل‌آویو به ترتیب ۱۹ و ۱۳ نفر را کشت.
دولت اسرائیل این گروه را به‌طور مستقیم زیر نظر جمهوری اسلامی ایران می‌داند. در سال ۲۰۱۰ که ارتش اسرائیل کشتی ویکتوریا را در آب‌های مدیترانه متوقف کرده و مدعی شد که ده‌ها تن محموله نظامی از جمله راکت‌های زمین به دریا در این کشتی که از بندرعباس بارگیری شده بود از سوی سپاه قدس برای نیروهای جهاد اسلامی در غزه فرستاده می‌شد. در مارس ۲۰۱۲ نیز بنیامین نتانیاهو نخست‌وزیر وقت اسرائیل، جهاد اسلامی را «یک تشکل کاملاً ایرانی» توصیف کرد که «جمهوری اسلامی ایران صاحب و بانی این سازمان است … و تسلیحات، آموزش و کمک‌های لجستیک را همگی از ایران دریافت می‌کند».
رمضان شلح در ۱۵ دسامبر ۲۰۰۹ با اسکات آتران و رابرت اکسلرود در دمشق، سوریه مصاحبه کرد. او در این مصاحبه گفت که امید به راه حل دو دولتی از بین رفته است و حمایت بین‌المللی کمی از راه حل تک دولتی در این کشور وجود دارد. که «فلسطینیان در تمام فلسطین تاریخی از حقوقی برخوردارند». بنابراین او از مبارزه مسلحانه تا شکست اسرائیل دفاع کرد.